# 경보화석박물관
경보화석박물관은 대한민국의 화석 박물관이다. 경상북도 영덕군 남정면 원척리에 있다.
한국을 포함한 세계 30여 개국의 산지를 갖고 약 2,500점의 화석들은 시대별,지역별,분류별 특징의 따라 전시하고 있다.

## 연혁
- 1996년 6월 26일 경보화석박물관 개관식
- 1996년 8월 14일 문화관광부 등록.(유1종 전문박물관)
- 1996년 9월 1일 유료화 관람 전환.
- 1998년 6월 6일 제2전시관 식물 화석테마관 신설
- 2004년 12월 31일 화석의 세계 1 고생대편 발간
- 2005년 9월 30일 화석의 세계 2 중생대편 발간

## 같이 보기
- 대한민국의 박물관과 미술관 목록